# Pumpenkunst

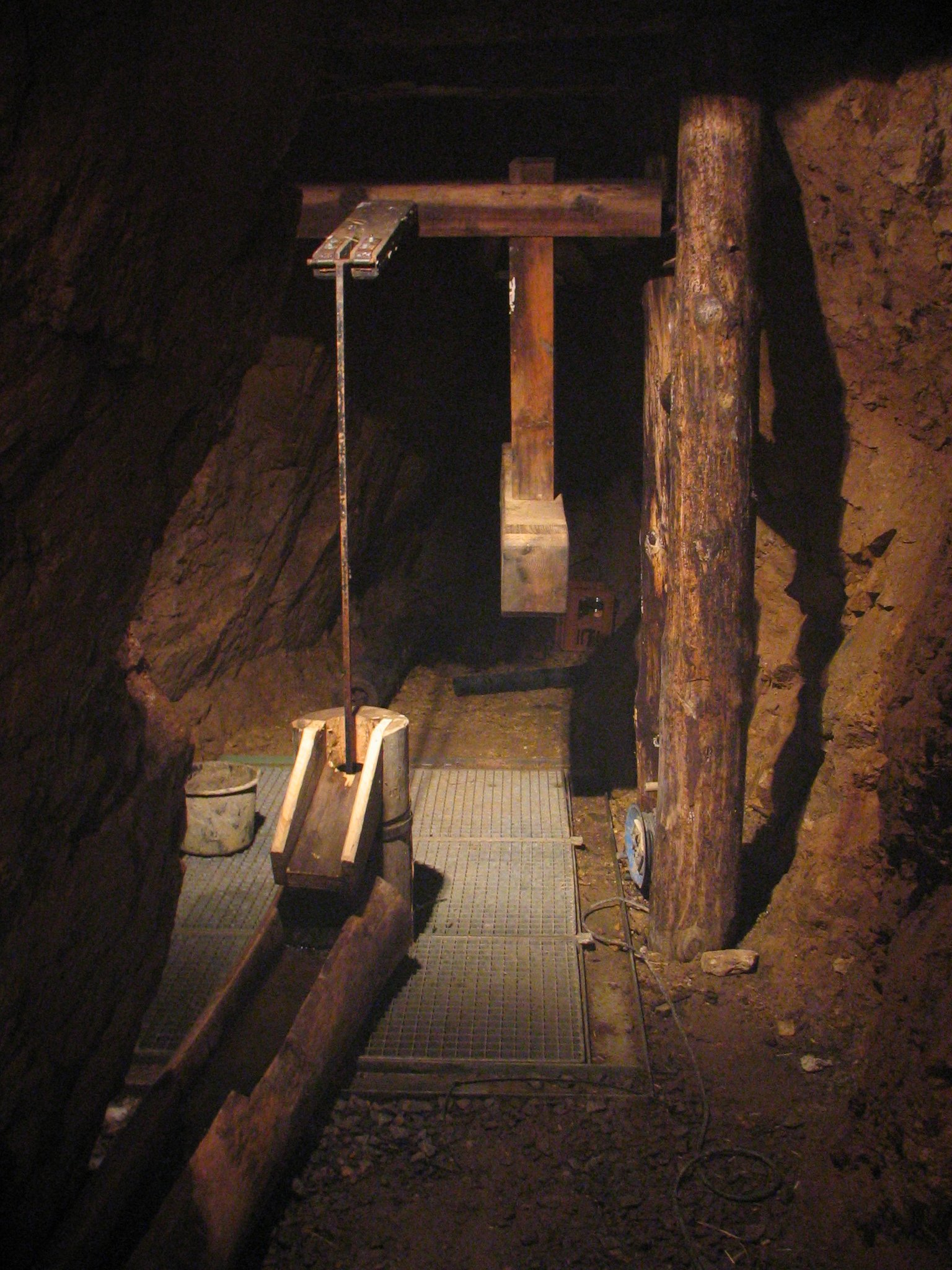
Nachbau einer Pumpenkunst des 16. Jhdts. im Silberbergwerk Suggental

Die Pumpenkunst ist eine Wasserhaltungsmaschine, die im frühen Bergbau zur Wasserhebung eingesetzt wurde. Pumpenkünste wurden ab der Mitte des 16. Jahrhunderts im Bergbau verwendet.

## Geschichte
Mit dem Übergang vom Stollen- zum Tiefbau war es aufgrund des starken Wasserzuflusses erforderlich, leistungsfähige Wasserhebemaschinen einzusetzen. Die ersten Wasserhaltungsmaschinen, die im Bergbau eingesetzt wurden, waren die Bulgen-, später die Heinzenkünste. Diese Maschinen wurden etwa um 1400 im Bergbau zur Wasserhebung eingesetzt. Da diese Maschinen eine maximale Förderhöhe von 45 Metern hatten, stieß man hier bald an die Leistungsgrenze. Mit der Entwicklung der Pumpen und ihrer Verwendung als Wasserhaltungsmaschine war es möglich, auch in Teufen von mehr als 500 Metern eine geordnete Wasserhaltung zu betreiben. Die erste Pumpenkunst („Kunst mit dem krummen Zapfen“) wurde 1540 von Heinrich Eschenbach entwickelt. Im Freiberger Bergrevier waren bis 1913 Kunstgezeuge im Betrieb.

## Krummzapfenkunst

Pumpenkunst im Schachtsumpf

Die Kunst mit dem krummen Zapfen wurde im Erzgebirge entwickelt und ist der Vorläufer aller später im Bergbau eingesetzten Pumpenkünste. Hierbei ist der Krummzapfen ein wesentliches Bauelement. Als Antrieb dient ein oberschlächtiges Wasserrad mit einem Durchmesser von 8 bis 12 Metern und einer Breite von 0,6 bis 0,8 Metern. Das Wasserrad ist mit einer Kurbelwelle, dem krummen Zapfen, verbunden und wurde in der Radstube eingebaut. Durch diese Konstruktion war es erstmals möglich, eine Drehbewegung in eine geradlinige Hubbewegung des Pumpengestänges umzuwandeln. Die Pumpensätze bestehen aus kombinierten Saug- und Druckpumpen mit Kolben und Zylinder. Die einzelnen Pumpsätze sind über das hölzerne Pumpengestänge miteinander verbunden. Als Zylinder dienen aufgebohrte Baumstämme, sogenannte Piepen. Die Zylinder sind übereinander angeordnet, der untere Zylinder steht im Schachtsumpf und der obere Zylinder steht in einem hölzernen Wasserbecken. In den Zylindern bewegen sich wechselseitig die Kolben, dadurch heben sich die Pumpsätze das Wasser gegenseitig zu. Die Kolben waren mit Löchern versehen, die durch Lederlappen (als Rückschlagventile) automatisch geschlossen und geöffnet wurden. Die Förderhöhe betrug pro Zylinder etwa zehn Meter.

## Kunstgezeug
Das Kunstgezeug, auch als Stangenkunst oder Radpumpe bezeichnet, war die Weiterentwicklung der Kunst mit dem krummen Zapfen. Das komplette Kunstgezeug ist im Prinzip ein Kolbenpumpensystem, das aus mehreren übereinander angeordneten Pumpen besteht und von einer Kraftmaschine angetrieben wird. Die Kraftmaschine besteht aus mehreren hintereinander geschalteten Kunsträdern. Die Pumpsätze sind ähnlich aufgebaut wie bei der Kunst mit dem krummen Zapfen. Die einzelnen Kolbenstangen sind über ein Kunstgestänge miteinander verbunden. Das erste Kunstgezeug bestand aus drei übereinander angebrachten Pumpen. Kunstgezeuge wurden in bis zu 600 Meter tiefen Kunstschächten eingebaut, hierfür wurden maximal 40 Kolbenpumpen hintereinander geschaltet. Bei großen Wasserzuflüssen wurden bis zu drei Pumpen nebeneinander angeordnet. Ab dem 20. Jahrhundert wurde als Material für die Pumpen Eisen statt Holz verwendet, da Eisen den größeren Drücken in den Pumpensteigleitungen besser standhalten konnte.

### Funktion und Leistung
Das Kunstgestänge hebt und senkt alle angeschlossenen Kolbenstangen, dadurch werden alle Pumpen gleichzeitig in Bewegung gesetzt. Die unterste Pumpe saugt das Grubenwasser aus dem Schachtsumpf an und pumpt es entsprechend ihrer Förderhöhe in den Wasserkasten der nächsten Pumpe. Diese saugt es aus dem Wasserkasten und pumpt es in den Wasserkasten der übernächsten Pumpe. Dieser Vorgang wiederholt sich bis zur letzten Pumpe. Diese pumpt das Wasser zum Abfluss in das Niveau des Wasserlösungsstollens. Jede Pumpe hatte eine Saughöhe von maximal 7 und eine Hubhöhe von 3 bis 13 Metern. Die Leistung des Kunstgezeugs lag, je nach Menge und Druck des Aufschlagwassers, bei bis zu 20 Kilowatt. Allerdings traten, je nach Position des Kunstgestänges, große Reibungsverluste auf. Die Förderleistung betrug 4 bis 7 m3 Grubenwasser pro Stunde. Die Kunsträder hatten einen Durchmesser von 10 bis 12 maximal 16 Metern. Sie hatten eine Breite von etwa einem Meter. Um auf den Gang des Kunstzeugs optimal abgestimmt zu sein, drehten sich die Kunsträder mit 7 bis 10 Umdrehungen pro Minute. Wenn die Leistung eines Kunstrades nicht ausreichte, was bei tieferen Schächten der Fall war, dann wurden mehrere Kunsträder in Kombination genutzt. Die Räder wurden übereinander im Schacht aufgebaut. Durch diese Konstruktion konnte das Aufschlagwasser bestens genutzt werden, da es von dem oberen auf das darunterliegende Rad weitergereicht wurde.

### Reparatur
Aufgrund der mechanischen Beanspruchung kam es vor, dass das in den Schacht eingehängte Kunstgestänge riss. Zur Reparatur der Pumpenkunst dienten die Kunstquetsche und die Kunstwinde. Dazu wurde mit den schweren Holzschrauben der Kunstquetsche zunächst eine Halterung geschaffen, dann wurden die gebrochenen Enden glattgeschnitten, anschließend wurde mit der Kunstwinde das Gestänge zusammengezogen. Zuletzt wurde ein passendes Vierkantholz in das Gestänge eingesetzt und die Kunstquetsche gelöst und entfernt.

## Bilder

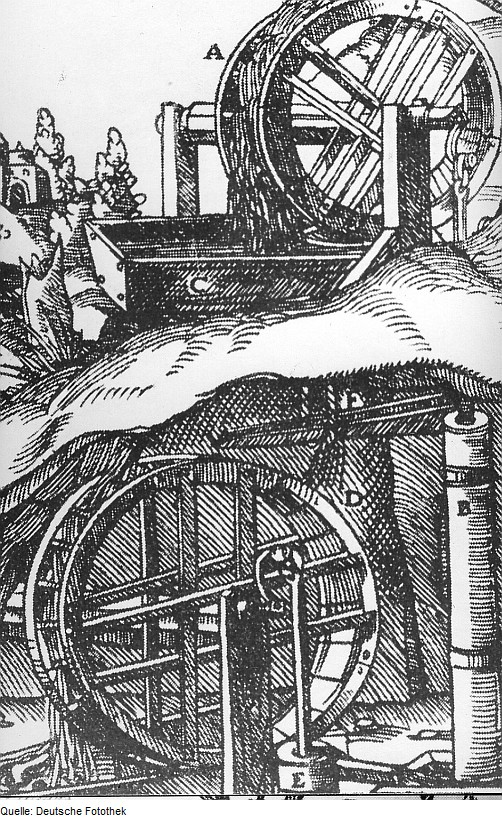
Radpumpe nach Agricola
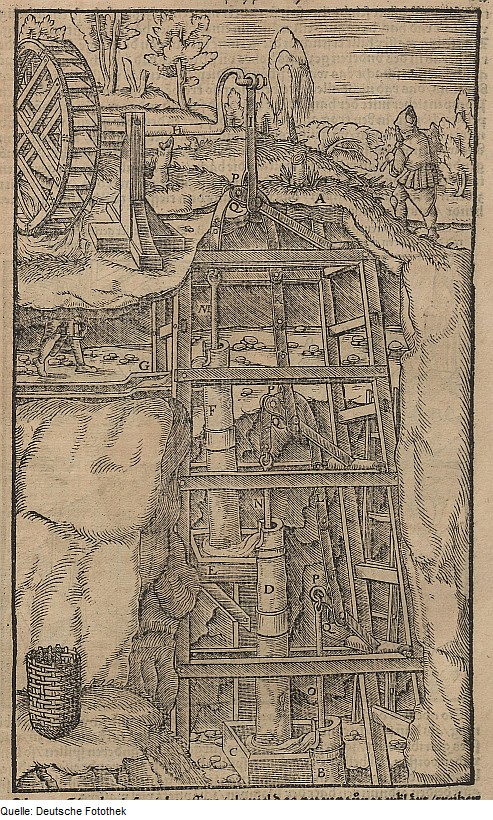
Radpumpe nach Agricola
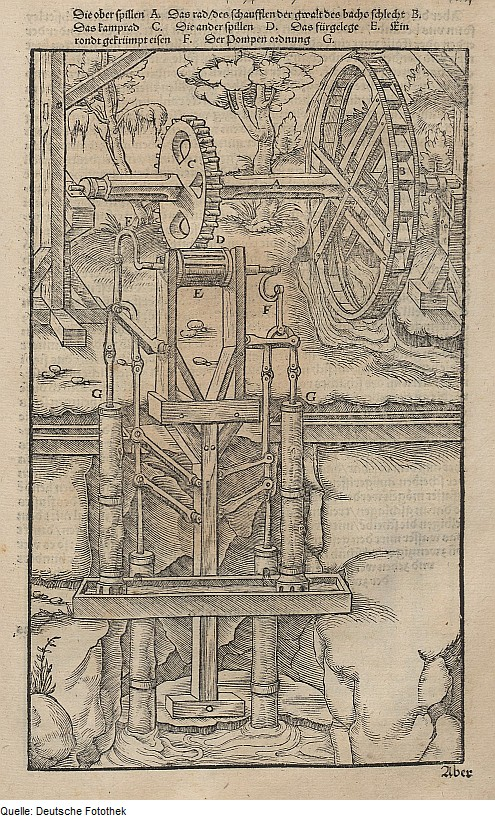
Radpumpe nach Agricola